# Paul Pastur

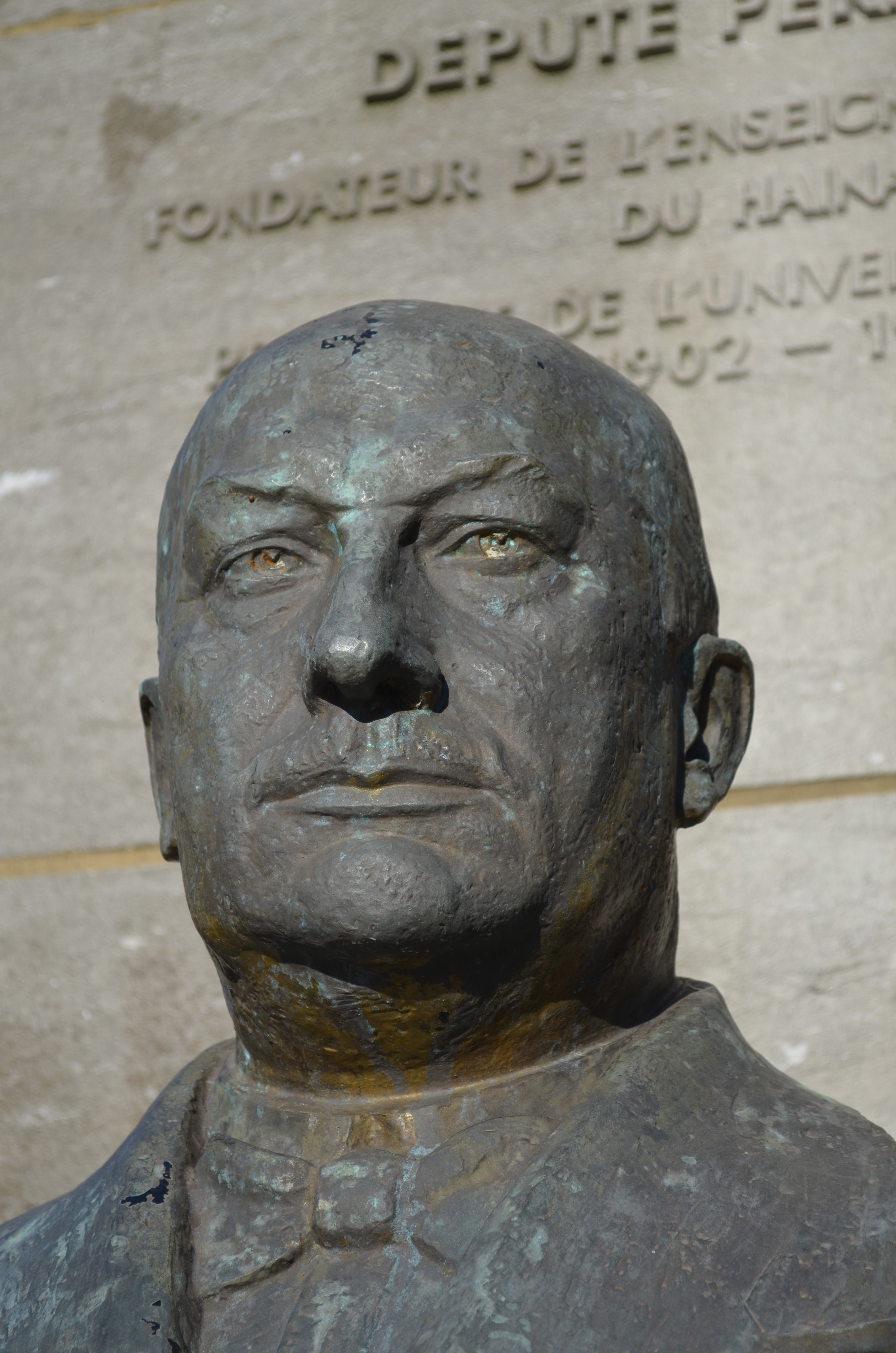
Paul Pastur, bronzen standbeeld, Boulevard Solvay in Charleroi.

Paul Pastur (Marcinelle, 1 februari 1866 - Brussel, 8 juni 1938) was een Belgisch volksvertegenwoordiger en socialistisch voorman. 

## Levensloop
Pastur werd advocaat in Charleroi. Na de stakingen van 1886 verdedigde hij 27 arbeiders. Hij werd hierdoor aangegrepen en werd socialist. Samen met Jules Destrée stichtte hij in 1892 de Mouvement démocratique en werd er de secretaris van. Ze deden beiden hun intrede in de Belgische Werkliedenpartij.
Pastur werd verkozen tot provincieraadslid voor Henegouwen en werd bestendig afgevaardigde. Hij stichtte een netwerk van provinciale scholen. In 1903 werd de industriële school ingehuldigd. In 1911 werd de Université du Travail Paul Pastur in Charleroi geopend. 
Hij stichtte:
- de 'École de textile et de bonneterie' in Doornik,
- de 'École d'agriculture et d'élevage' in Aat,
- de 'Institut provincial des aveugles' in Ghlin,
- en nog andere.

In 1919 stichtte hij de Provinciale commissie voor de vrijetijdsbesteding van de arbeider. In 1927 lanceerde hij het idee van het Feest van de Moeders, dat vlug ingang vond in Henegouwen en tien jaar later in gans het land.
Pastur werd voor zeer korte perioden lid van het parlement. In 1899 bleef hij slechts enkele maanden volksvertegenwoordiger, waarna hij gedeputeerde werd. Hij werd opnieuw volksvertegenwoordiger in mei 1908 maar een maand later nam hij ontslag. Opnieuw verkozen in juni 1912, nam hij weer na een maand ontslag.
Zoals Jules Destrée was hij voorstander van een grotere autonomie voor Wallonië en Vlaanderen op basis van de provincies en de gemeenten, waarbij de centrale overheid zich enkel zou toespitsen op de nationale overheidstaken. 
Hij rust op het kerkhof naast Destrée. Een opschrift vermeldt: Les familles Pastur et Destrée, unies dans la vie, réunies dans la mort.
Hij was vrijmetselaar in de loge Liberté van het Groot Oosten.
Verschillende straten in Henegouwen kregen de naam Paul Pastur.